# روب ديلاني
روب ديلاني (بالإنجليزية: Rob Delaney)‏ مواليد 19 يناير 1977 في بوسطن، هو ممثل وكوميدي أمريكي بدأ مسيرته الفنية سنة 2003. درس في جامعة نيويورك.

## الأعمال
- كي وبيل
- الحياة بعد بيث

## وصلات خارجية
- روب ديلاني على موقع IMDb (الإنجليزية)
- روب ديلاني على موقع ألو سيني (الفرنسية)
- روب ديلاني على موقع ميوزك برينز (الإنجليزية)
- روب ديلاني على موقع أول موفي (الإنجليزية)
- روب ديلاني على موقع قاعدة بيانات الفيلم (الإنجليزية)
- روب ديلاني على موقع كينوبويسك (الروسية)
- الموقع الرسمي